# پتوسکی (میشیگان)
پتوسکی، میشیگان (به انگلیسی: Petoskey, Michigan) یک شهر در ایالات متحده آمریکا با جمعیت ۵٬۶۷۰ نفر است که در میشیگان واقع شده‌است.

## موقعیت جغرافیایی
موقعیت جغرافیایی شهرها و مناطق اطراف به شرح زیر است:

## نگارخانه

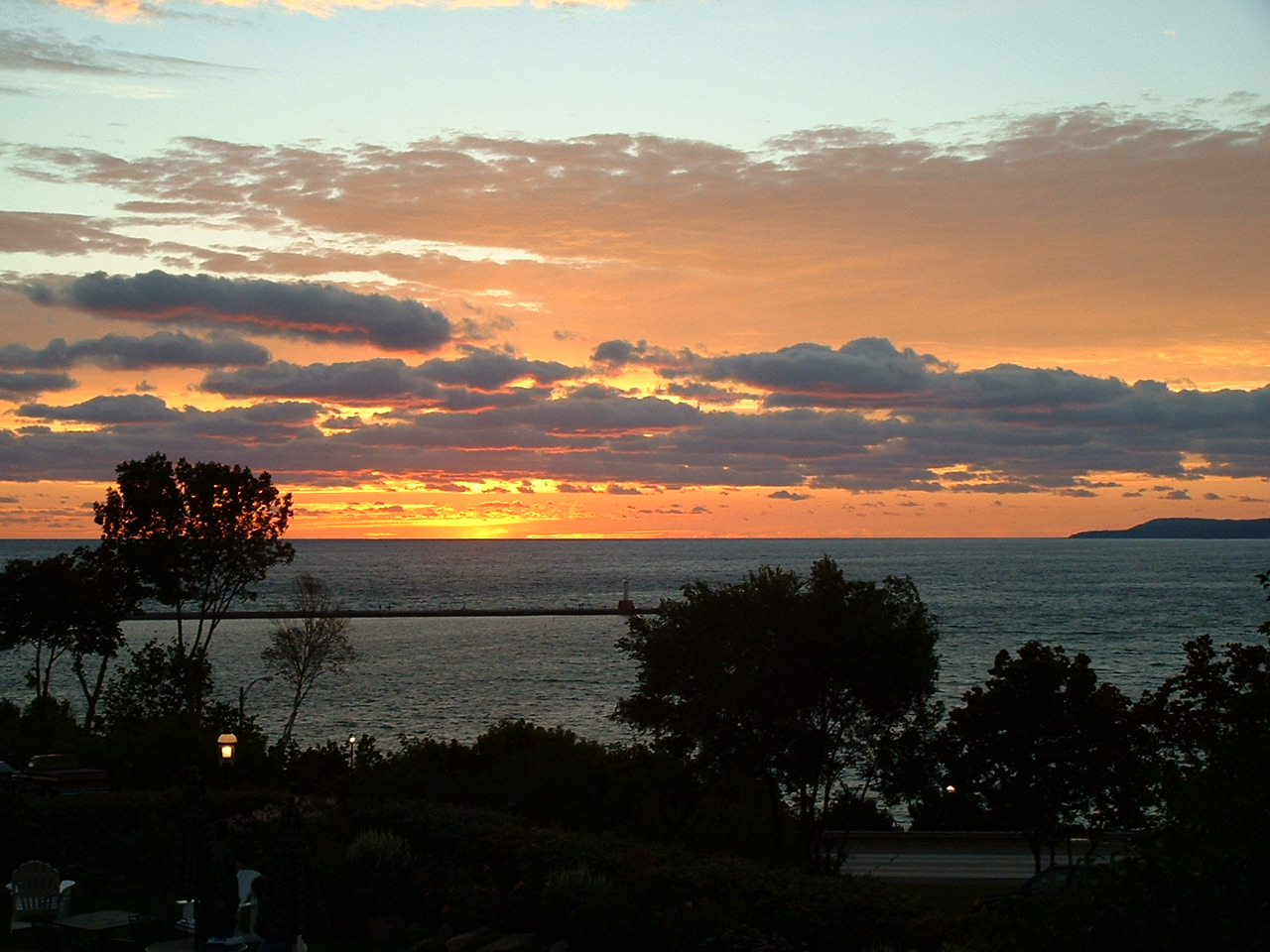
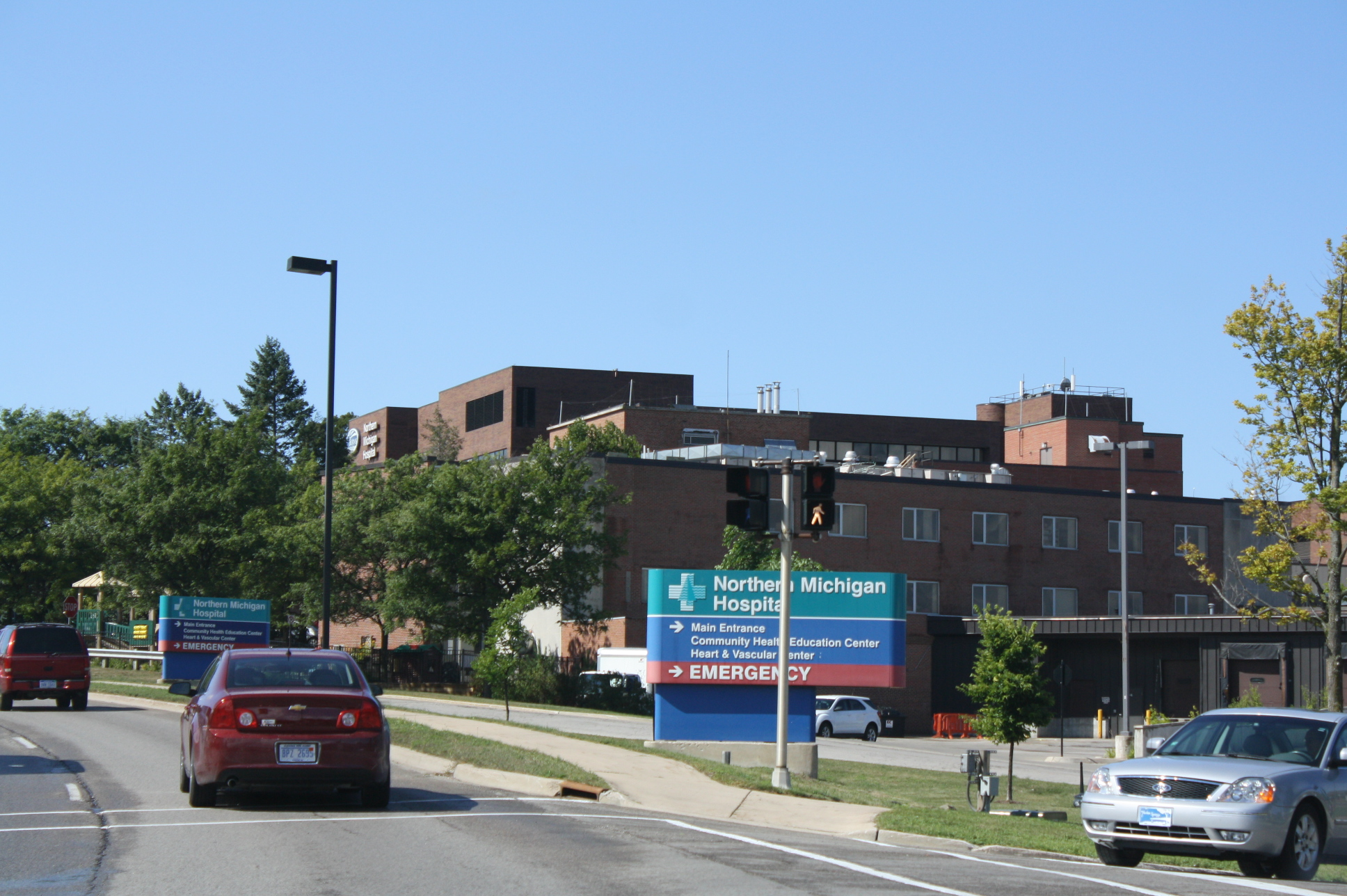
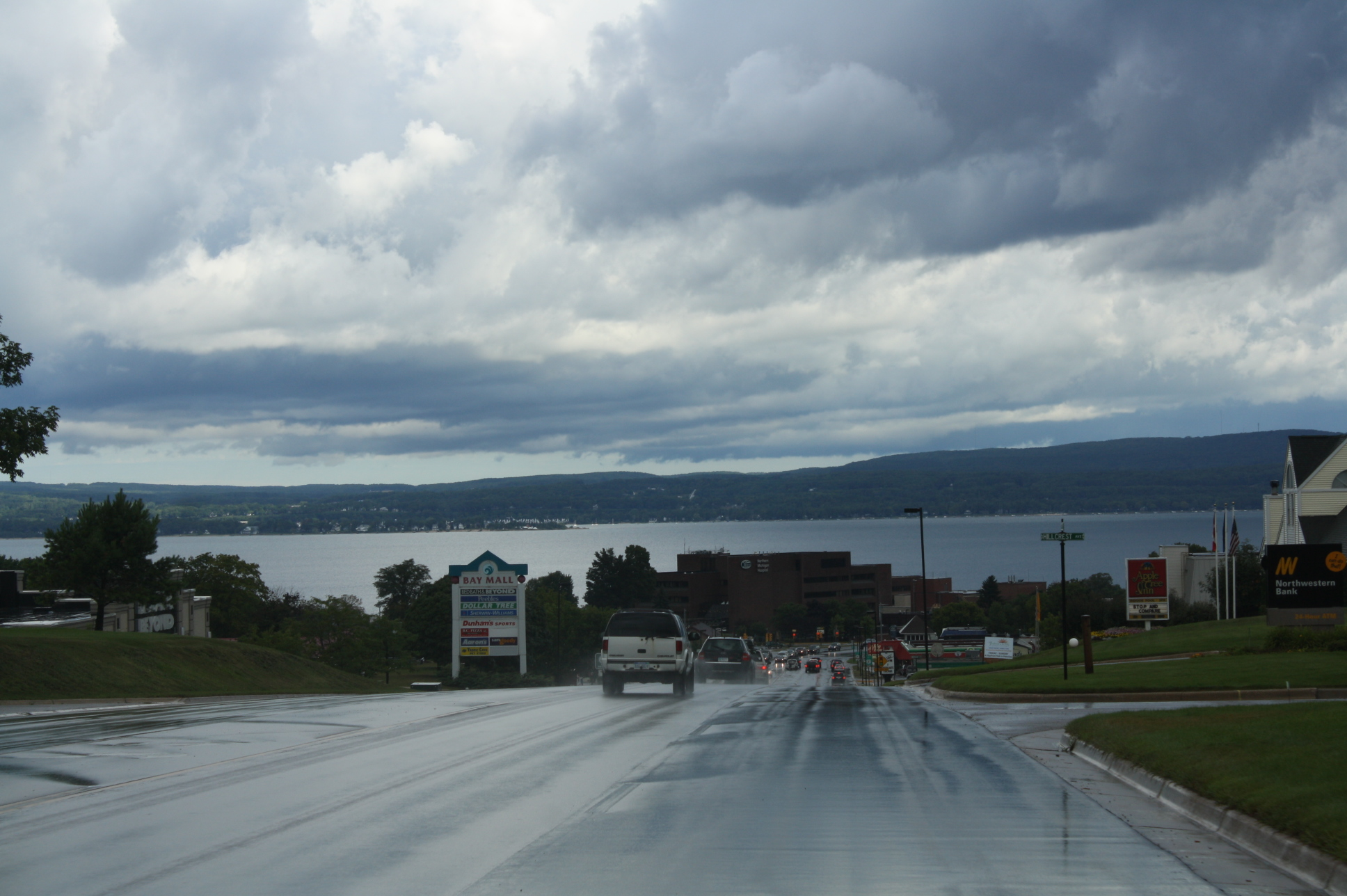
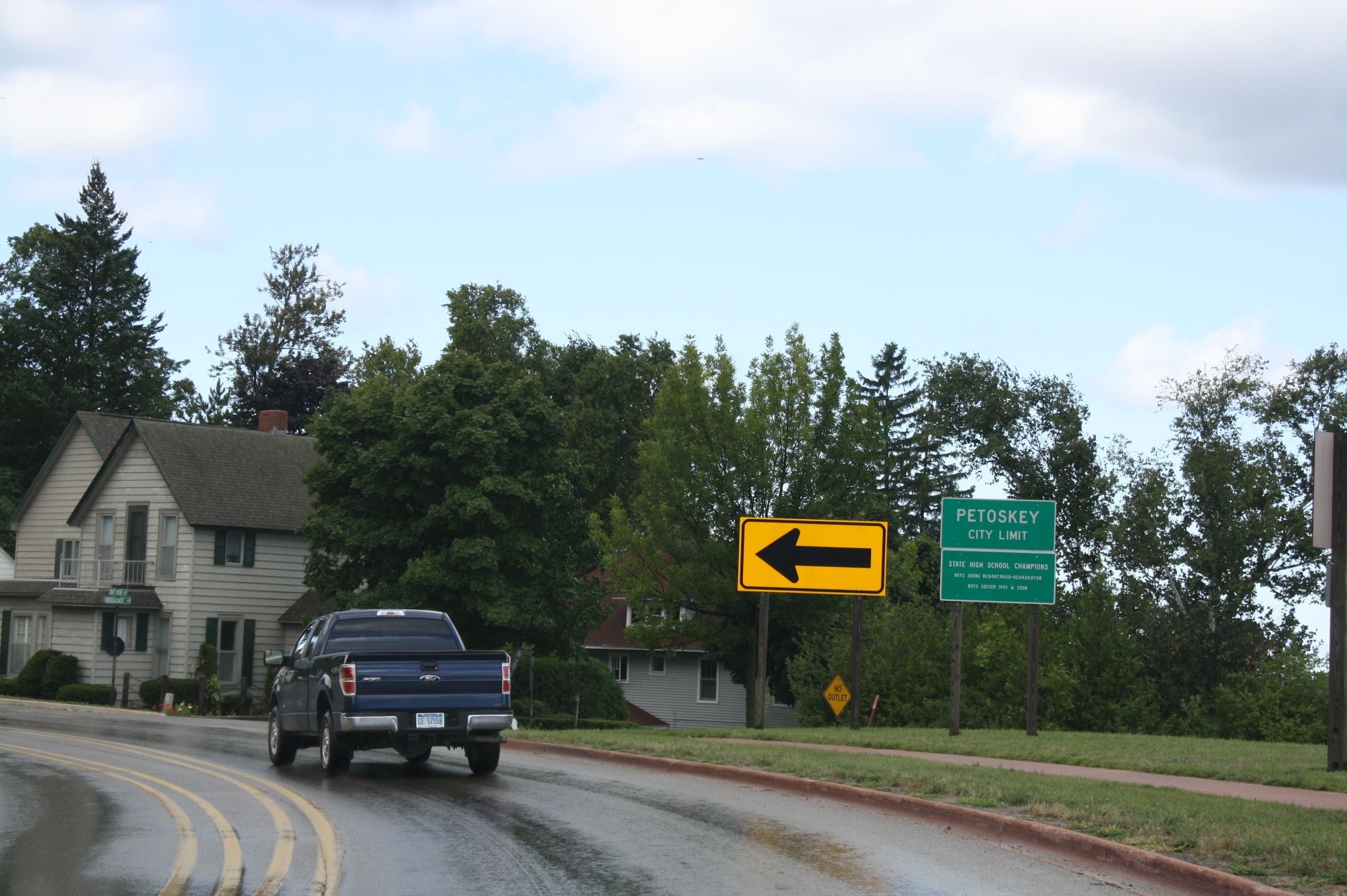
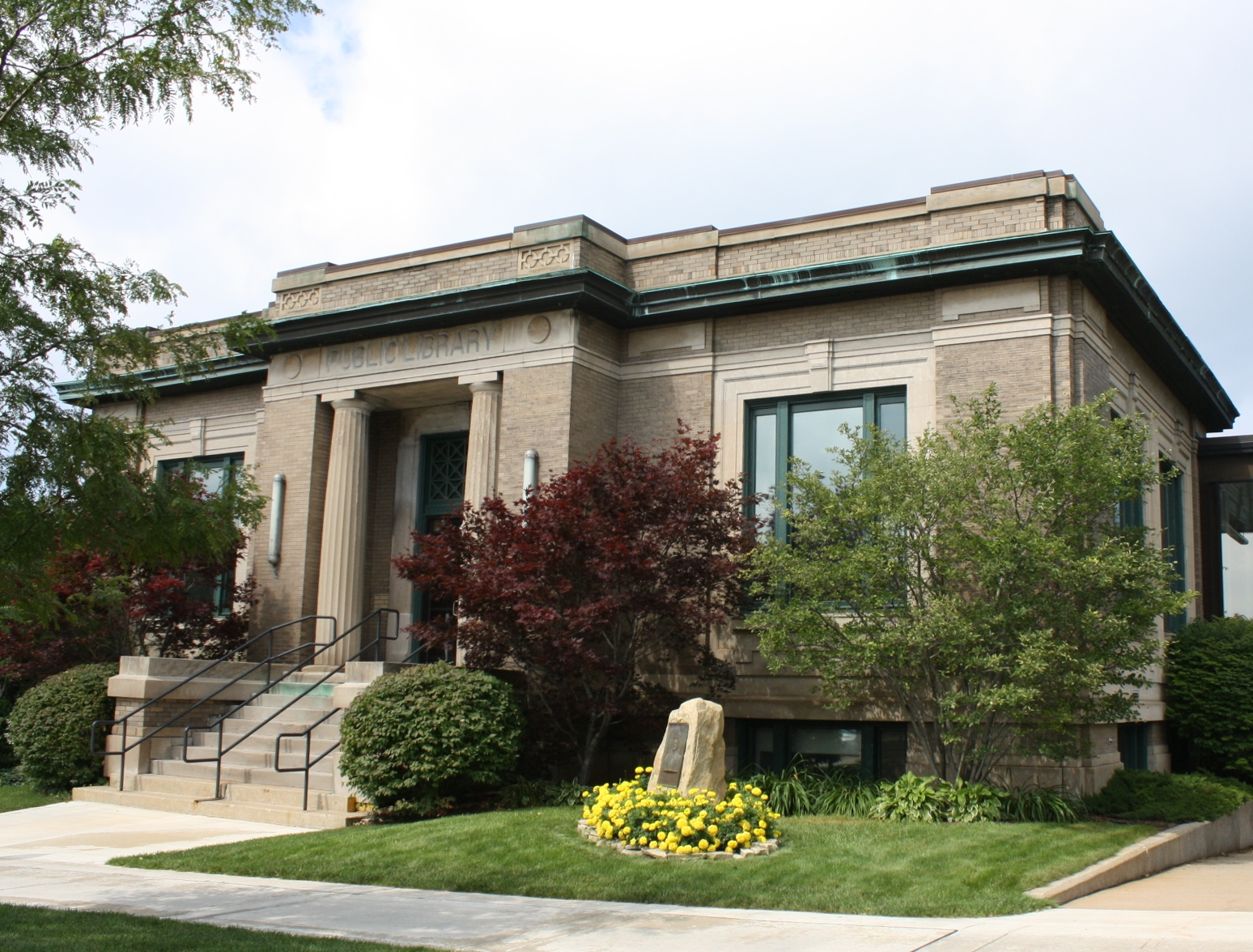
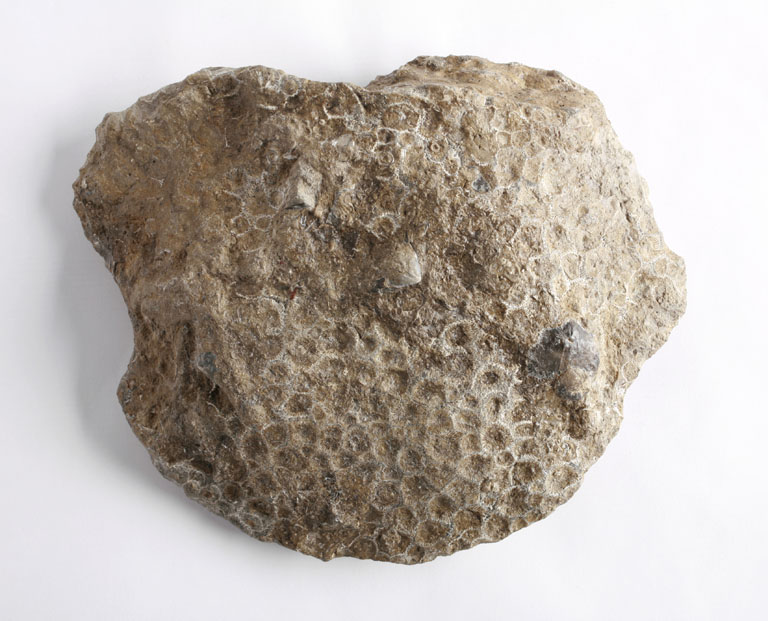